# Anni 310 a.C.
Gli anni 310 a.C. sono il decennio che comprende gli anni dal 319 a.C. al 310 a.C. inclusi.

## Nati
- Antigono II Gonata, sovrano († 239 a.C.)318 a.C.
- Pirro, militare greco antico († 272 a.C.)316 a.C.
- Posidippo, commediografo greco antico († 250 a.C.)315 a.C.
- Arcesilao, filosofo greco antico
- Teocrito, poeta siceliota312 a.C.
- Patrocle, militare e geografo macedone antico († 270 a.C.)310 a.C.
- Menippo di Gadara, filosofo e scrittore greco antico († 255 a.C.)
- Milone di Taranto, militare greco antico († 260 a.C.)
- Posidippo, poeta greco antico († 240 a.C.)

## Morti
- Alceta, militare macedone antico
- Antipatro, militare macedone antico (n. 397 a.C.)
- Aribba, re (n. 373 a.C.)318 a.C.
- Clito il Bianco, ammiraglio macedone antico
- Demade, oratore e politico ateniese (n. 380 a.C.)
- Filippo, militare macedone antico
- Focione, politico e militare ateniese
- Nicanore di Stagira, militare macedone antico317 a.C.
- Agnonide, politico ateniese
- Attalo, militare macedone antico
- Euridice II di Macedonia, regina macedone antica
- Filippo III Arrideo, sovrano macedone antico (n. 359 a.C.)
- Poro, sovrano316 a.C.
- Eudemo, ufficiale greco antico
- Eumene di Cardia, militare e ammiraglio greco antico
- Olimpiade d'Epiro, principessa
- Sun Bin, generale cinese315 a.C.
- Aristonoo, militare macedone antico
- Quinto Aulio Cerretano, politico romano314 a.C.
- Alessandro, militare macedone antico
- Senocrate, filosofo greco antico (n. 396 a.C.)313 a.C.
- Eacide, re
- Sosifane, poeta e drammaturgo greco antico (n. 357 a.C.)312 a.C.
- Amilcare II, condottiero cartaginese
- Pitone, ufficiale macedone antico311 a.C.
- Alessandro IV di Macedonia, sovrano macedone antico (n. 323 a.C.)310 a.C.
- Bian Que, medico cinese
- Rossane, principessa persiana